# Comté de Rogers
Le comté de Rogers est un comté situé au nord-est de l'État de l'Oklahoma aux États-Unis. Le siège du comté est Claremore mais sa plus grande ville est Owasso, une ville de la banlieue de Tulsa.
Selon le recensement de 2000, la population du comté est de 70 641 habitants.

## Comtés adjacents
- Comté de Nowata (nord)
- Comté de Craig (nord-est)
- Comté de Mayes (est)
- Comté de Wagoner (sud)
- Comté de Tulsa (sud-ouest)
- Comté de Washington (nord-ouest)

## Principales villes
- Catoosa
- Chelsea
- Claremore
- Collinsville
- Inola
- Owasso
- Verdigris